# 王明試
王明試（？—1661年），江南金坛人，清朝政治人物。进士出身。

## 生平
順治十二年，登進士。顺治十三年（1656年），擔任清朝廣州府南海縣知縣。后由朱鼐鼐接任。
順治十八年（1661年）牵涉金坛通海案，被捕入狱，段冠、江潢、史洪谟及王明試不胜刑而自诬，后以谋反大逆被斩。此案知县任体坤依拟绞。共斩六十四人，家属男女没入，流徙大小老幼又共二百七十六人。